# Scott Sealy
Scott Sealy (ur. 4 czerwca 1981 w Chaguanas) – trynidadzko-tobagijski piłkarz grający na pozycji napastnika.

## Kariera klubowa
Sealy jako junior grał w uniwersyteckich drużynach – St. Mary's College na Trynidadzie i Wake Forest University w USA. Pierwszym profesjonalnym klubem 24-letniego napastnika był Kansas City Wizards, gdzie grał on w latach 2005-2008. Do drużyny z Kansas City trafił za pośrednictwem SuperDraftu 2005, kiedy to uplasował się na 11 pozycji. Następnie występował w San Jose Earthquakes. Stąd, w 2009 roku, wyemigrował do Izraela, gdzie reprezentował barwy Maccabi Tel Awiw. W klubie tym zdobył jedną bramkę – zwycięskie trafienie w meczu z Hapoelem Szmona (2:1). Potem zaliczył również występy w Bene Sachnin. W kwietniu 2010 ponownie został zawodnikiem San Jose Earthquakes.

## Kariera reprezentacyjna
Scott Sealy od 2004 roku jest reprezentantem Trynidadu i Tobago.

## Osiągnięcia
- Zdobywca Toto Cup: 2008/09